# Subterranean Homesick Blues

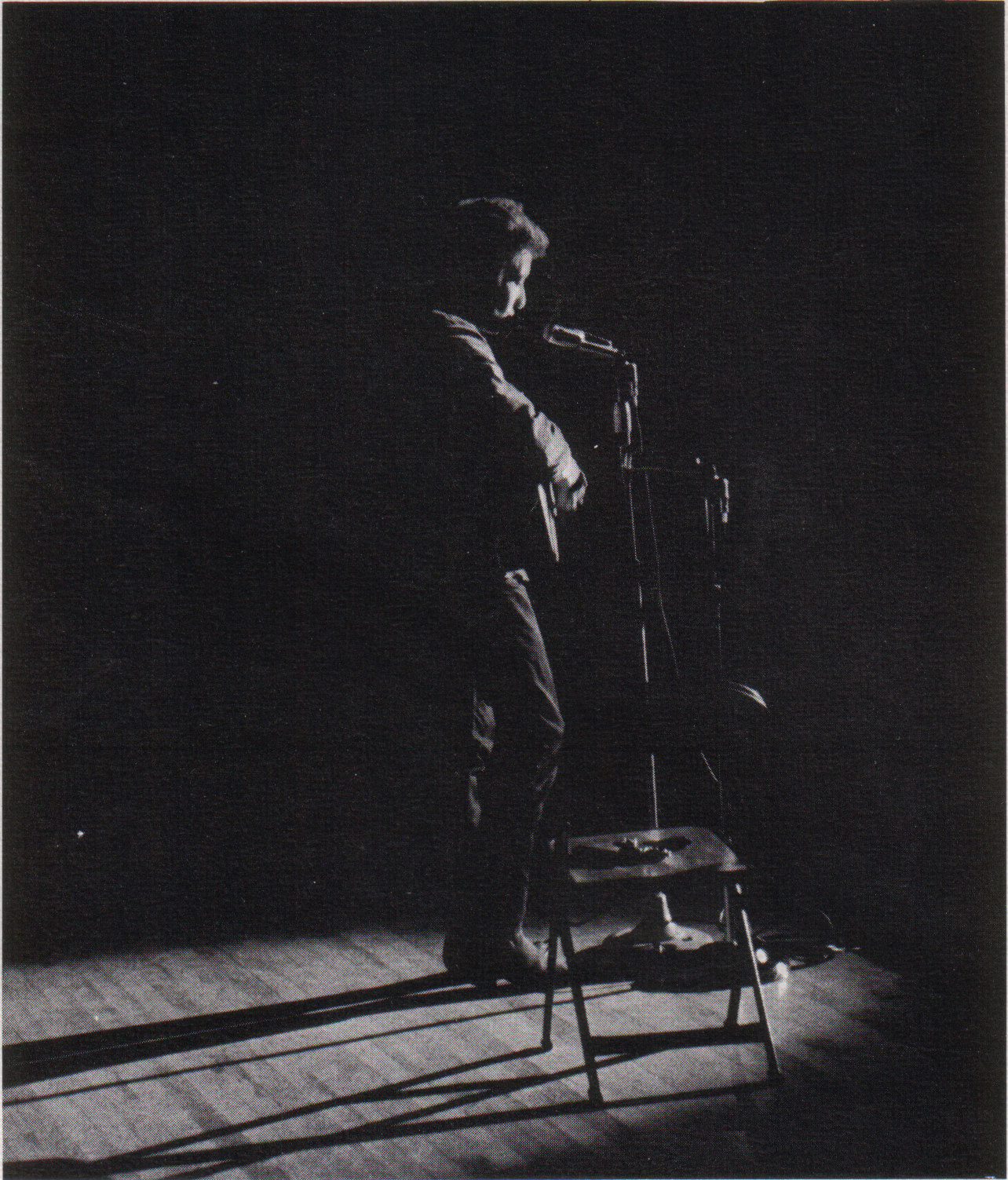
Optreden Bob Dylan op 26 November 1963 in St. Lawrence University, Canton, NY

"Subterranean Homesick Blues" is een nummer van de Amerikaanse singer-songwriter Bob Dylan. Het nummer werd uitgebracht op zijn album Bringing It All Back Home uit 1965. Op 8 maart van dat jaar werd het nummer uitgebracht als de eerste single van het album.

## Achtergrond
"Subterranean Homesick Blues" is geschreven door Dylan en geproduceerd door Tom Wilson. Het is een van de eerste elektrische nummers van Dylan, waar het grootste deel van zijn repertoire tot dan toe akoestisch was. Desondanks is een akoestische versie te horen op het compilatiealbum The Bootleg Series Volumes 1–3 (Rare & Unreleased) 1961–1991. Het nummer staat bekend om de snelle zang: het duurt slechts 2 minuten en 20 seconden, maar binnen deze tijd zijn vier coupletten te horen. Het is geïnspireerd door Jack Kerouac, het nummer "Taking It Easy" van Woody Guthrie en Pete Seeger, en "Too Much Monkey Business" van Chuck Berry. Het nummer gaat over de politieke situatie in de jaren '60 van de twintigste eeuw. Zo worden de conflicten tussen de gevestigde orde en de tegencultuur besproken, en komen tevens het gebruik van recreatieve drugs en de Vietnamoorlog aan bod. Tot slot zingt Dylan ook over de Afro-Amerikaanse burgerrechtenbeweging.
"Subterranean Homesick Blues" groeide uit tot de eerste hit van Dylan in de Amerikaanse Billboard Hot 100, waar het tot plaats 39 kwam. In het Verenigd Koninkrijk kwam het daarnaast tot de negende plaats. In Nederland en België werd het nummer uitgebracht als een dubbele A-kant met het nummer "The Times They Are a-Changin'" en bereikte het respectievelijk de 26e en de 44e plaats in de Top 40 en de Waalse Ultratop 50. Het tijdschrift Rolling Stone zette het nummer op plaats 332 in hun lijst The 500 Greatest Songs of All Time.
"Subterranean Homesick Blues" kent een grote invloed op de cultuur, zowel bij artiesten als bij niet-artiesten. Zo diende de regel "you don't need a weatherman to know which way the wind blows" als inspiratie voor de extreemlinkse terroristische groepering Weathermen, een afsplitsing van Students for a Democratic Society. De titel van het nummer werd vaak geparodieerd of bewerkt in titels van andere nummers, waaronder "Subterranean Homesick Alien" van Radiohead, "Subterranean Death Ride Blues" van The Grifters en "Subterranean Bullshit Blues" van Deaf Havana, alsmede het album Suburban Teenage Wasteland Blues van Strung Out. Covers van het nummer zijn gemaakt door onder meer Gregory Isaacs met Toots Hibbert, The Lumineers, Alanis Morissette, Harry Nilsson, Tim O'Brien, Red Hot Chili Peppers en de cast van The Young Ones.
Voor "Subterranean Homesick Blues" werd een van de eerste moderne promotionele video's opgenomen, de voorloper van wat later de videoclip zou worden. De clip diende als opening van de film Dont Look Back, een documentaire over de tournee van Dylan door Engeland in 1965. In de clip zingt Dylan de tekst niet, maar houdt hij in plaats daarvan een stapel kaarten vast waarop een aantal woorden en zinnen uit de tekst te lezen zijn. De kaarten werden geschreven door Dylan, Donovan, Allen Ginsberg en Bob Neuwirth. Terwijl hij in de camera kijkt, draait hij de kaarten om en gooit hij ze op de grond. Op de kaarten staan expres een aantal spelfouten en woordgrappen. De clip werd op 8 mei 1965 opgenomen in een steegje (Savoy Steps) nabij het Hotel Savoy in Londen; Ginsberg en Neuwirth zijn in een cameo  op de achtergrond te zien. Er werden twee andere clips opgenomen: een in het park Embankment Gardens nabij het hotel, en een op het dak van het hotel. Een montage van deze clips is te zien in de documentaire No Direction Home.
"Weird Al" Yankovic bracht in 2002 onder de titel "Bob" (een palindroom) een parodie op de song en de clip uit, die uit 38 palindromische zinnen bestaat.

## Hitnoteringen

### Nederlandse Top 40
| Hitnotering: 22-05-1965 t/m 17-07-1965 | Hitnotering: 22-05-1965 t/m 17-07-1965 | Hitnotering: 22-05-1965 t/m 17-07-1965 | Hitnotering: 22-05-1965 t/m 17-07-1965 | Hitnotering: 22-05-1965 t/m 17-07-1965 | Hitnotering: 22-05-1965 t/m 17-07-1965 | Hitnotering: 22-05-1965 t/m 17-07-1965 | Hitnotering: 22-05-1965 t/m 17-07-1965 | Hitnotering: 22-05-1965 t/m 17-07-1965 | Hitnotering: 22-05-1965 t/m 17-07-1965 | Hitnotering: 22-05-1965 t/m 17-07-1965 |
| Week                                   | 1                                      | 2                                      | 3                                      | 4                                      | 5                                      | 6                                      | 7                                      | 8                                      | 9                                      |                                        |
| -------------------------------------- | -------------------------------------- | -------------------------------------- | -------------------------------------- | -------------------------------------- | -------------------------------------- | -------------------------------------- | -------------------------------------- | -------------------------------------- | -------------------------------------- | -------------------------------------- |
| Positie                                | 39                                     | 38                                     | 27                                     | 28                                     | 27                                     | 28                                     | 32                                     | 27                                     | 26                                     | uit                                    |

### NPO Radio 2 Top 2000
| Nummer met noteringen in de NPO Radio 2 Top 2000 | '05  | '06 | '07 | '08  | '09 | '10  | '11  | '12  | '13 | '14  | '15  | '16  |
| ------------------------------------------------ | ---- | --- | --- | ---- | --- | ---- | ---- | ---- | --- | ---- | ---- | ---- |
| Subterranean Homesick Blues                      | 1538 | 916 | 827 | 1388 | 919 | 1032 | 1082 | 1442 | 873 | 1319 | 1407 | 1812 |

1. ↑  Een vetgedrukt getal geeft de hoogste notering aan.
2. ↑  2005 was het eerste jaar met een notering voor dit nummer.
3. ↑  Deze tabel is bijgewerkt tot en met de meest recente editie (2024).